# رودخانه دوسپات
رودخانه دوسپات (به انگلیسی: Dospat (river)) رودخانهای به‌طول ۱۱۰ کیلومتر (۶۸ مایل) است که در بلغارستان، یونان جریان دارد.